# 土屋町通

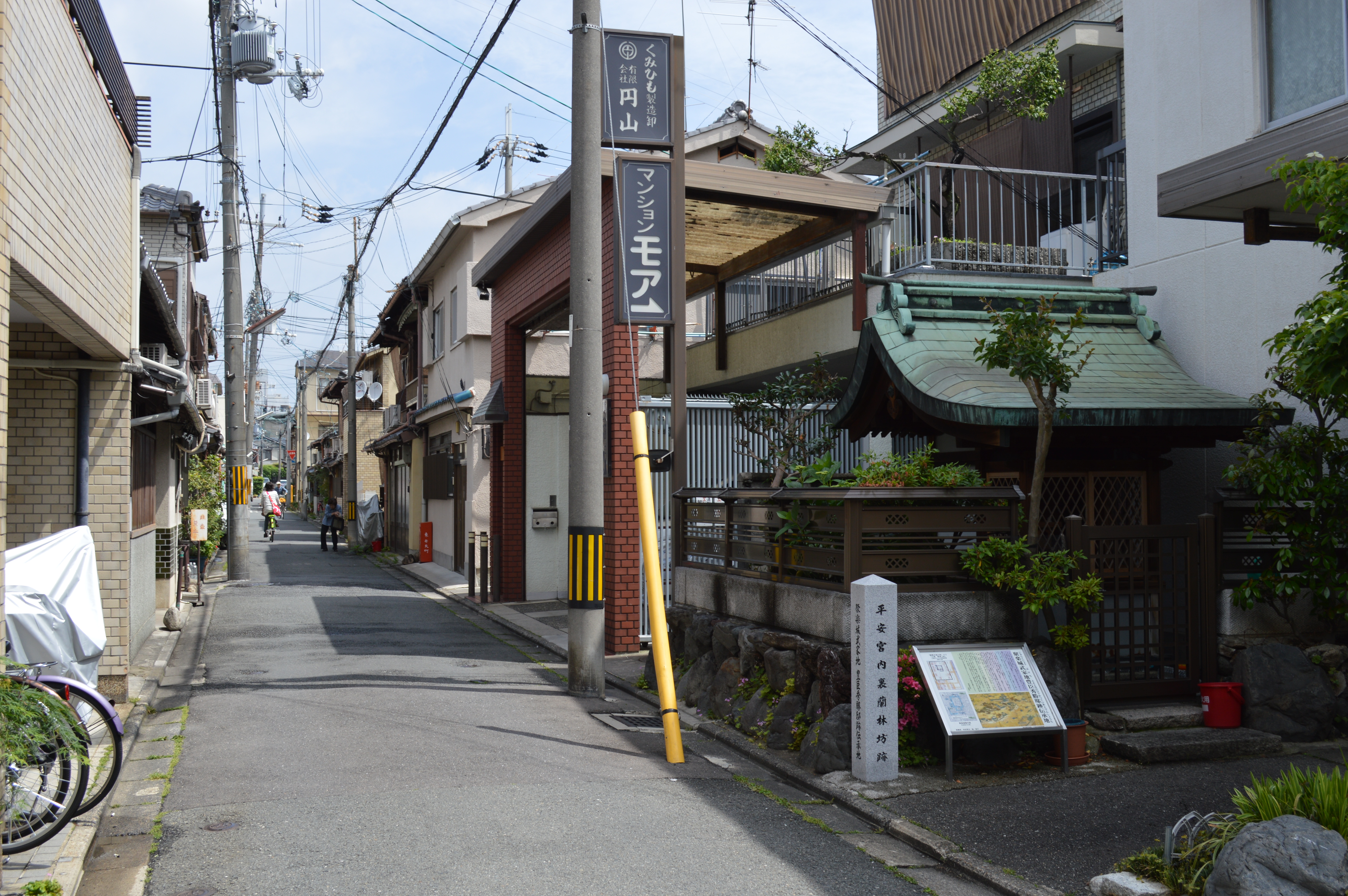
土屋町通と蘭林坊遺構

土屋町通（つちやまちどおり）は、京都市の南北の通りの一つである。西隣の通りは千本通、東隣の通りは浄福寺通、北は一条通まで、南は竹屋町通までである。短い南北路であり、すべての区間が同市上京区に収まる。

## データ
- 北端 : 土屋町通一条 伊勢殿構町
北緯35度1分35.3秒 東経135度44分37.21秒 / 北緯35.026472度 東経135.7436694度
- 南端 : 土屋町通竹屋町 主税町
北緯35度0分59.01秒 東経135度44分37.19秒 / 北緯35.0163917度 東経135.7436639度

## 概要
そもそもの定義は「千本通の一筋東の通り」であり、南北は上長者町通から竹屋町通までとされる。江戸時代初期、1615年（元和元年）に開通したと伝えられる。現在では、北は千本通までとされ、いわゆる「西陣京極」の中心を南下しており、たとえばその道に存在する「東西俵屋町666番地」を「土屋町通一条下ル」と表示している。1956年（昭和31年）に発行された『映画便覧 1956』では、千中劇場の所在地を「土屋町通一条下ル」、西陣東映劇場の前身の東洋映画劇場の所在地を「土屋町通中立売上ル」と表記している。
現在のルートを北から沿ってたどれば、西陣京極商店街の中心を南下して中立売通と交わり、上長者町通に至る。上長者町通に突き当たった地点から数メートル東の地点から、そもそもの土屋町通が始まり、下立売通のあたりをくねりながら、丸太町通と交わり、竹屋町通に突き当たる。

## 歴史

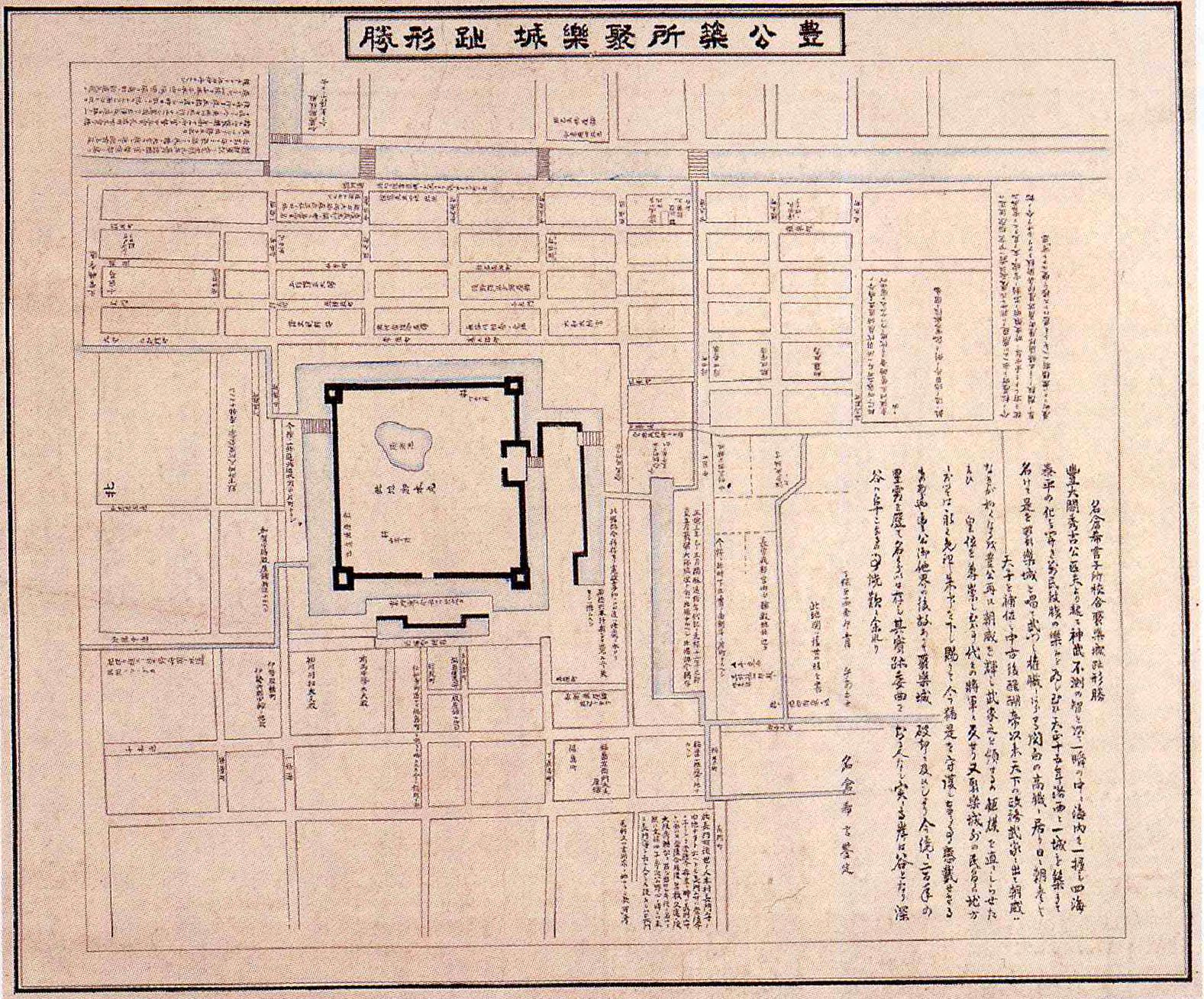
『豊公築所聚楽城趾形勝』（1843年）にみる「土屋町通」。地図の上が東である。

同通の開通した22年後にあたる1637年（寛永14年）に成立した『寛永十四年洛中絵図』にも「土屋町通」は記されており、当時は、西から伸びて来た上長者町通が、同通で行き止まっている。これは、聚楽第以前、平安時代からの堀の痕跡としての低地が残っていたから、と考えられている。
1586年（天正14年）2月着工、翌1587年（天正15年）9月に完成した聚楽第の時代には、やがて同通となる道のりの大部分がその敷地内にあった。聚楽第は1595年（文禄4年）8月以降に取り壊され、同通は、その20年後に開通している。
同通の北端である一条通よりも北の地域で発達した西陣織の産業と労働者を背景に、西陣京極が発生するのは明治時代以降で、千本通を中心に、寄席・芝居小屋、明治末からは映画館がにぎわった。同通沿いにも、千中劇場、西陣東映劇場、西陣劇場といった映画館が開館したが、現在ではいずれも閉館済みである。

## 沿道の主な施設
- 西陣京極商店街 （一条 - 中立売）[6]
- 京極湯 （一条下ル）[2]
- 千中劇場 （一条下ル、現存せず）[3]
- 西陣東映劇場 （中立売上ル、現存せず）[3]
- 西陣京極公衆トイレ （中立売上ル）

- 蘭林坊遺構 （出水上ル弁天町20番地）[7]
- 西陣劇場 （出水通土屋町東入ル、現存せず）[3]
- 京都市児童福祉施設児童福祉センター （竹屋町通土屋町東入ル）[8]